# Schneblingen
Schneblingen ist eine Wüstung im Tal der Eine im südöstlichen Landkreis Harz in Sachsen-Anhalt, Deutschland. Die Dorfstätte lag unweit des Übergangs des Feldwegs Königerode–Steinbrücken über die Eine.

## Geschichte
Schneblingen wird als kleine, nordschwäbische Siedlung gedeutet, die auf einer spitz zulaufenden, von der Eine und vom Lohbach begrenzten Fläche liegt. Die Form dieser Fläche erinnert dabei an einen Schnabel.
Am 6. Januar 992 wurde der Ort als Snefligi in einer Urkunde König Ottos III. urkundlich erwähnt, als es zusammen mit anderen Gütern dem Reichsstift St. Servatius zu Quedlinburg übergeben wurde, zwecks Gründung einer Benediktinerinnenabtei zu Walbeck.
Im 16. Jahrhundert wurde die Dorfstätte dreimal erwähnt: Im Jahre 1523 als Snebling in einem Lehnsrevers der Grafen von Mansfeld für Erzbischof Albrecht V. Im Jahre 1533 wurde fast die gesamte Wüstung als dem Großbauern Ciliax Rokohl gehörig beschrieben. Darunter zählten sechs Hufen Acker, Holz und Wiesen, Höfe und eine Distelwiese über der Eine. Weitere anderthalb Hufen in Schneblingen besaß Ciliax Bruder Hans Rokohl. Nachdem es 1534 als Schneblug benannt wurde, wurde die Dorfstätte zuletzt um 1560 als Schneblingen in der Herrschaft Arnstein erwähnt, dass zusammen mit Holzbergen, Wiesen und vier Hufen Landes den Rohkolen zu Braunschwende und Königerode gehört.